# De Robinson Crusoë Show
De Robinson Crusoë Show fou un programa de televisió neerlandès creat en 1964 per Rudi Carrell expressament per la Rose d'Or de Montreux (Suïssa). Obtenir la Rose d'Argent el va fer conegut internacionalment i va donar lloc a una oferta d'Alemanya, on va viure i treballar en aquest país amb breus interrupcions des de 1965 fins a la seva mort.

## La competència
La televisió suïssa va convidar productors de televisió a Montreux a la primavera per parlar d'un programa d'entreteniment durant una setmana. Un jurat de membres de deu països va seleccionar els millors programes. Els principals premis van ser les roses d'or, plata i bronze. Rudi Carrell va decidir participar amb la seva aportació i va ser capaç de convèncer la seva emissora VARA del projecte i van acordar abandonar el Rudi Carrell Show durant la temporada 1963/64 per oferir quelcom inusual però senzilla si volia tenir alguna possibilitat de guanyar.

## Idea
Cada espectacle de Rudi Carrell incloïa un decorat únic, no era reconstruït durant el show. Preferentment eren llocs on es reunien moltes persones, com ara una estació de tren o un mercat. Per contra, per l'entrada a la competició, Carrell va buscar un lloc que ningú no coneixia, i va arribar a una illa solitària de quatre metres de llarg i quatre metres d'amplada, amb dues palmeres i una petita cabana.
La trama preveia que Rudi hi hagués viscut durant un any, sense deixar clar com hi va arribar. Es mostra la seva rutina diària a mesura que explora l'illa i troba d'un joc de cartes. Però això ocupava un quart d'hora com a màxim, però no el temps de funcionament previst de 40 minuts. Per tant, es van aportar més idees:
Rudi va trobar un tresor d'or i joies a l'illa. Això li va donar l'oportunitat de cantar una cançó sobre la inutilitat d'aquests objectes de valor a una illa. A la cabana al costat de Rudi hi havia un ximpanzé anomenat Robinson Crusoe, que va realitzar alguns trucs. També hi havia una sirena interpretada per l'encara desconeguda Esther Ofarim. Al final, Rudi va veure un gran vaixell enmig de la boira, un mariner va arribar amb una barca a l'illa per recollir-lo. La sirena va desaparèixer i el mico es va quedar a l'illa.
Per aquest concepte, Carrell necessitava tres mesos. Igual que amb totes les seves aparicions a la televisió, va parar atenció als gags visuals, cosa important perquè l'article es presentava amb subtítols en anglès a la competició.

## Realització
Com que l'espectacle s'havia de fer davant d'un públic, es va escollir un edifici de circ de terra argilosa a Scheveningen. Aquest edifici antic no tenia calefacció central i difícilment es podia escalfar fins i tot amb escalfadors radiants. Com que els micròfons sense fils no eren prou desenvolupats, es van utilitzar micròfons instal·lats permanents ments i amb cables dins de l'aigua. Les càmeres eren davant del llac i podien produir primers plans amb els seus teleobjectius.
El ximpanzé era una femella de sis anys procedent del zoo d'Amersfoort. Carrell hi anava cada matí durant set setmanes per practicar els trucs: se suposava que el mico feia trucs de cartes, feia les joies del cofre i ballava un tango. L'avantatge va ser la por innata a l'aigua, de manera que el ximpanzé no podia fugir durant l'espectacle. El problema per al ximpanzé, però, era el fred de l'edifici.
Esther Ofarim va memoritzar el text holandès perfectament per a la seva aparició de sis minuts. Se li va donar una cua de peix amb lluentons i la portar a l'illa un empleat durant una boira. La màquina de boira necessària fou adquirida a Hamburg, ja que als Països Baixos no hi havia aparells prou potents.
Després de descobrir el vaixell, Carrell va saltar a l'aigua amb alegria i va cantar una cançó. Va practicar l'aparició oportuna i el posterior cant amb aigua a les orelles en una piscina coberta de Hilversum. El programa també incloïa un "joc de pòquer" que requeria cinc cartes a les mans i les altres cinc al peu esquerre. Carrell practicava cada nit traient una carta amb el peu dret i donant-li la volta.
El director del sou fou Dick Harris, també director del Rudi Carrell Show. Als crèdits també fou esmentat com a "director de càmera", ja que el propi Carrell va dir que considerava que el terme "director" era inadequat. Carrell va escollir com a compositor Dick Schallies, que ja havia creat el seu títol per al Festival de la Cançó d'Eurovisió 1960. L'orquestra era dirigida per Frans de Kok, com a l'espectacle de Rudi Carrell.

## El xou
Abans d'entrar al públic, Carrell es va amagar a la cabana, de manera que la seva aparició per sorpresa despertà un gran aplaudiment. L'enregistrament de l'espectacle va anar a la perfecció, inclosa l'escena de comiat amb un mico agitant-se trist. Va ser transmesa per VARA l'1 de maig sense previ avís després del programa regular a la nit, ja que només podien competir els programes emesos. Després d'obtenir el guardó, fou emès en 14 països, entre ells Alemanya el dijous 20 d'agost de 1964, a les 21.30 hores, a la ZDF. Va tenir el major èxit al Regne Unit, per la qual cosa Carrell fins i tot va considerar temporalment presentar-hi espectacles.